# Honoré Djomo Kamga
Pour les articles homonymes, voir Kamga.
Sa Majesté Honoré Djomo Kamga est l'un des 11 chefs traditionnels de premier degré en pays bamiléké. Il est le 15e roi des Bandjoun. Sénateur nommé par le chef de l'État camerounais, il a été intronisé à la mort de son demi-frère Ngnié Kamga en janvier 2004.

## Biographie

### Enfance, éducation et carrière avant l'intronisation
Honoré Djomo Kamga est né en 1953 à Hiala (Bandjoun). Il est le dernier fils de Kamga II et Monique Magne.
De 1966 à 1972, il effectue des études secondaires au Lycée Classique de Bafoussam. Il y obtient un Bac D.
En 1975, il obtient un diplôme d'études scientifiques générales, section Chimie - Biologie à l’université de Yaoundé. 
En 1976, il est licencié ès sciences de, section biochimie (Université de Yaoundé). En 1977, il obtient une maitrise de ès Sciences, section Biochimie à l'Université Paul Sabatier de Toulouse.
En 1978, un DEA physico-chimique macromoléculaire et cellulaire de l'Université Louis Pasteur de Strasbourg. 
En 1982, il obtient un doctorat de 3e cycle physico-chimie macromoléculaire industriel à Strasbourg. En 1983, il est recruté à Hévécam.
En 1998, il est nommé chef de laboratoire de la division technologique de Hévécam.

### Arrestation et intronisation
Le 24 janvier 2004, il devient chef supérieur sur le trône des Bandjoun au décès de son demi-frère celui si n'ayant pas de fils mais uniquement des filles. 

### Fonctions
Il est chef de 1ier degré, la plus haute hiérarchie de chef traditionnel au Cameroun.
Il assume le rôle de gardien de la collection des objets cultuels et culturels du royaume,.
Il reçoit en audience et ennoblit.
Il promeut le rassemblement des sujets du royaume.

### Œuvres
- Il fait construire un bâtiment moderne de réception dans l'enceinte du pays.
- En 2015, Il réalise la restauration du bâtiment incendié.